# G. van Deynum

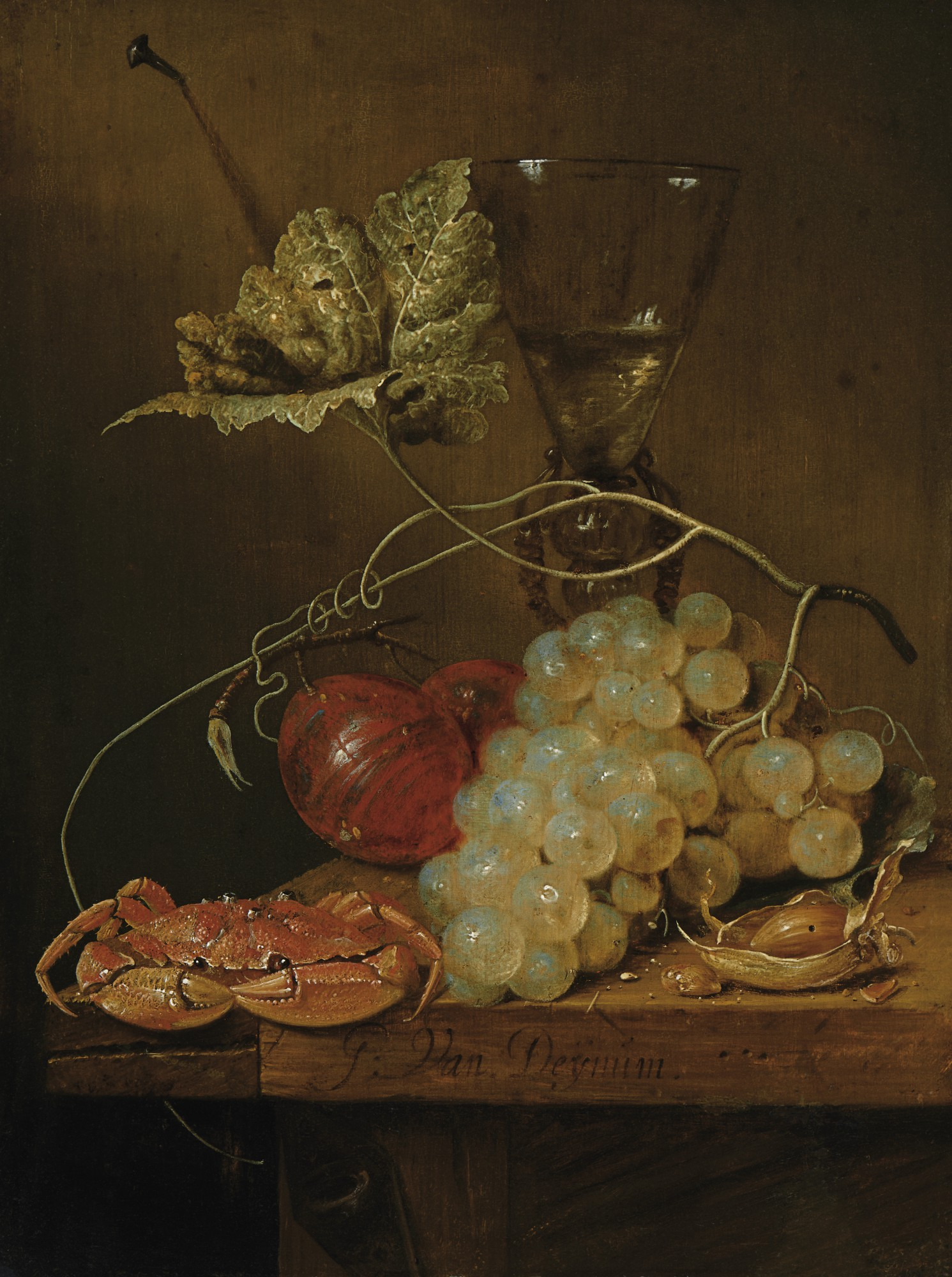
G. van Deynum, Martwa natura z kielichem, śliwkami, winnym gronem, orzechem laskowym i krabem

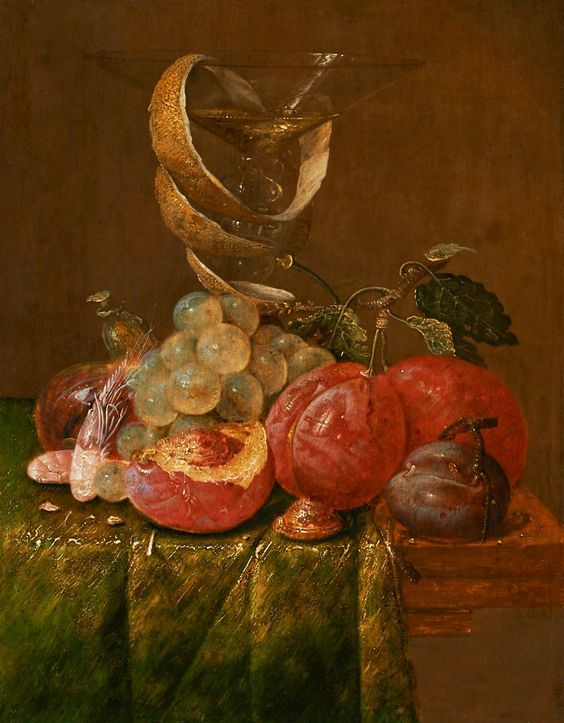
G. van Deynum, Martwa natura z kielichem, skórką cytryny, śliwami, winnym gronem, figą i krewetkami

G. van Deynum – flamandzki malarz martwych natur działający w Antwerpii w latach 50. XVII wieku. Do tej pory zidentyfikowano zaledwie kilkanaście jego prac. Van Deynum malował martwe natury w stylu bankietowym i wanitatywne.

## Życiorys
Nic nie wiadomo o życiu G. van Deynuma. Znana jest tylko pierwsza litera jego imienia. W niektórych źródłach określany jest jako „Guilliam van Deynum”. Uważa się, że był członkiem rodziny artystów działających w Antwerpii, do której należeli miniaturzyści Jan Baptist i Abraham van Deynum. Jego działalność w Antwerpii w latach pięćdziesiątych XVII wieku jest znana z jednego dzieła datowanego na 1654 rok.
G. van Deynum jest czasami mylony z artystą Gerardem (Gerritem) van Deynenem, który pracował w Hadze i był prawdopodobnie ojcem lub bratem malarza martwych natur Isaaca van Duynena. Czasami jest on również mylony z flamandzkim portrecistą Guilliamem van Deynumem.

## Twórczość
Tylko około 10–15 obrazów przypisuje się G. van Deynumowi. Malował głównie małe martwe natury przedstawiające owoce i kilka pronkstillevens (wystawne martwe natury). Przypisuje mu się jedną martwą naturę vanitas.
W jego twórczości widać wpływy Jana Davidszoona de Heema, holenderskiego malarza martwych natur, który działał w Antwerpii od połowy lat trzydziestych XVII wieku. Niektóre martwe natury van Deynuma są kopiami elementów kompozycji de Heema z końca lat czterdziestych i początku lat pięćdziesiątych XVII wieku. Niektóre dzieła van Deynuma przypisuje się de Heemowi i fałszywie podpisuje jako de Heem. Niektóre z jego dzieł przypisuje się także Gilliamowi Dandoyowi, innemu flamandzkiemu naśladowcy de Heema pracującemu w Antwerpii.
G. van Deynum wykazywał się szczególnymi umiejętnościami w oddawaniu tekstur powierzchni i efektów świetlnych.